# Liga Premier de Azerbaiyán 2022-23
La Liga Premier de Azerbaiyán 2022-23 fue la 31.ª temporada de la Premier League de Azerbaiyán. La temporada comenzó el 5 de agosto de 2022 y finalizó el 28 de mayo de 2023. 

## Formato
Los diez equipos participantes jugaron entre sí todos contra todos cuatro veces totalizando 36 partidos cada uno, al término de la fecha 36 el primer clasificado obtuvo un cupo para la primera ronda de la Liga de Campeones de la UEFA 2023-24, mientras que el segundo y tercer clasificado obtuvieron un cupo para la segunda ronda de la Liga Europa Conferencia de la UEFA 2023-24.
Un tercer cupo para la segunda ronda de la Liga Europa Conferencia de la UEFA 2023-24 fue asignado al campeón de la Copa de Azerbaiyán.

## Equipos participantes
El 6 de abril de 2022 la Premier League de Azerbaiyán aprobó el cambio de nombre del Keshla FK a Shamakhi FK.
| Equipo       | Ciudad   | Estadio                    | Capacidad |
| ------------ | -------- | -------------------------- | --------- |
| Qäbälä       | Qabala   | Gabala City                | 4500      |
| Käpäz        | Ganja    | Ganja City                 | 26 120    |
| Shamakhi     | Bakú     | Shafa                      | 8300      |
| Neftchi Bakú | Bakú     | Bakcell Arena              | 11 000    |
| Qarabağ      | Bakú     | Azersun Arena              | 5800      |
| Sabah        | Bakú     | Bank Respublika Arena      | 13 000    |
| Səbail       | Səbail   | Bayil                      | 3200      |
| Sumgayit     | Sumqayit | Kapital Bank Arena         | 1300      |
| Turan Tovuz  | Tovuz    | Tovuz City                 | 6500      |
| Zira         | Bakú     | Zira Olympic Sport Complex | 1500      |

## Clasificación
| Pos. | Equipo       | Pts. | PJ | G  | E  | P  | GF | GC | Dif. | Clasificación 2023-24                    |
| ---- | ------------ | ---- | -- | -- | -- | -- | -- | -- | ---- | ---------------------------------------- |
| 1    | Qarabağ (C)  | 90   | 36 | 28 | 6  | 2  | 91 | 25 | +66  | Primera ronda de Liga de Campeones       |
| 2    | Sabah        | 81   | 36 | 25 | 6  | 5  | 75 | 24 | +51  | Segunda ronda de Liga Europa Conferencia |
| 3    | Neftchi Bakú | 68   | 36 | 20 | 8  | 8  | 63 | 38 | +25  | Segunda ronda de Liga Europa Conferencia |
| 4    | Qäbälä       | 50   | 36 | 13 | 11 | 12 | 47 | 47 | 0    | Segunda ronda de Liga Europa Conferencia |
| 5    | Zira         | 50   | 36 | 13 | 11 | 12 | 45 | 46 | −1   |                                          |
| 6    | Turan Tovuz  | 39   | 36 | 10 | 9  | 17 | 36 | 49 | −13  |                                          |
| 7    | Sumgayit     | 31   | 36 | 8  | 7  | 21 | 26 | 68 | −42  |                                          |
| 8    | Käpäz        | 31   | 36 | 6  | 13 | 17 | 34 | 62 | −28  |                                          |
| 9    | Sabail       | 29   | 36 | 7  | 8  | 21 | 32 | 62 | −30  |                                          |
| 10   | Shamakhi (D) | 25   | 36 | 4  | 13 | 19 | 26 | 52 | −26  | Primera División                         |

 Fuente: Soccerway
Notas:
1. ↑  Campeón de la Copa de Azerbaiyán 2022-23.
2. 1 2  Puntos en partidos directos: Qäbälä 7, Zira 4.
3. 1 2  Puntos en partidos directos: Sumgayit 7, Käpäz 4.

## Resultados
Los clubes jugaron entre sí en cuatro ocasiones para un total de 36 partidos cada uno.
| Local \ Visitante | GAB | NEF | QAR | SAB | SEB | SHA | SUM | ZIR | KAP | TUR |
| ----------------- | --- | --- | --- | --- | --- | --- | --- | --- | --- | --- |
| Qäbälä            | —   | 1–2 | 0–1 | 0–2 | 2–1 | 3–1 | 1–0 | 1–0 | 1–1 | 0–0 |
| Neftchi Bakú      | 2–0 | —   | 0–4 | 2–3 | 3–1 | 3–0 | 3–0 | 2–1 | 5–2 | 0–0 |
| Qarabağ           | 1–0 | 3–1 | —   | 4–3 | 3–1 | 4–0 | 3–1 | 0–0 | 3–1 | 3–0 |
| Sabah             | 2–1 | 2–1 | 0–0 | —   | 0–0 | 1–1 | 3–0 | 1–0 | 5–0 | 3–1 |
| Sabail            | 1–2 | 0–2 | 0–3 | 0–2 | —   | 0–0 | 1–0 | 1–2 | 4–1 | 0–1 |
| Shamakhi          | 1–1 | 0–1 | 0–4 | 0–1 | 1–1 | —   | 4–2 | 0–0 | 1–1 | 0–1 |
| Sumgayit          | 1–1 | 2–2 | 0–2 | 0–6 | 2–0 | 1–1 | —   | 0–2 | 0–0 | 0–0 |
| Zira              | 2–1 | 0–3 | 1–7 | 1–3 | 1–0 | 1–0 | 0–0 | —   | 2–2 | 2–1 |
| Käpäz             | 0–3 | 0–2 | 0–1 | 2–2 | 3–0 | 2–1 | 0–1 | 1–2 | —   | 0–0 |
| Turan Tovuz       | 0–2 | 0–1 | 0–2 | 0–1 | 2–2 | 1–3 | 1–0 | 1–3 | 2–0 | —   |

| Local \ Visitante | GAB | NEF | QAR | SAB | SEB | SHA | SUM | ZIR | KAP | TUR |
| ----------------- | --- | --- | --- | --- | --- | --- | --- | --- | --- | --- |
| Qäbälä            | —   | 0–0 | 1–3 | 0–3 | 4–2 | 2–0 | 2–1 | 2–1 | 1–1 | 1–2 |
| Neftchi Bakú      | 1–2 | —   | 2–4 | 1–0 | 3–0 | 1–1 | 2–0 | 1–0 | 2–2 | 4–0 |
| Qarabağ           | 3–0 | 1–1 | —   | 1–1 | 3–0 | 3–1 | 1–2 | 2–2 | 3–1 | 3–1 |
| Sabah             | 3–2 | 2–0 | 2–1 | —   | 4–0 | 1–0 | 4–0 | 0–0 | 2–0 | 0–2 |
| Sabail            | 2–2 | 1–1 | 0–3 | 2–1 | —   | 1–0 | 0–1 | 2–0 | 1–0 | 1–1 |
| Shamakhi          | 0–0 | 0–1 | 0–1 | 2–1 | 2–1 | —   | 0–0 | 0–3 | 1–1 | 0–1 |
| Sumgayit          | 2–3 | 0–4 | 0–6 | 0–4 | 1–3 | 1–0 | —   | 0–3 | 1–2 | 2–1 |
| Zira              | 2–2 | 1–1 | 0–1 | 0–2 | 3–1 | 2–2 | 3–1 | —   | 1–1 | 1–3 |
| Käpäz             | 2–2 | 1–3 | 1–1 | 0–3 | 1–0 | 3–2 | 0–1 | 1–1 | —   | 1–0 |
| Turan Tovuz       | 1–1 | 4–0 | 2–3 | 0–2 | 2–2 | 1–1 | 2–3 | 0–2 | 2–0 | —   |

## Goleadores
- Fuente: página oficial de la competición.